# Nagysáp
Nagysáp é um município da Hungria, situado no condado de Komárom-Esztergom. Tem 24,78 km² de área e sua população em 2015 foi estimada em 1.444 habitantes.